# Neomarica rigida
Neomarica rigida là một loài thực vật có hoa trong họ Diên vĩ. Loài này được (Ravenna) Capell. mô tả khoa học đầu tiên năm 2003.